# Georg Dern
Georg Heinrich August Dern (ur. 9 kwietnia 1901 w Neustrelitz, zm. ?) – niemiecki strzelec, olimpijczyk.
Dern wystąpił na Letnich Igrzyskach Olimpijskich 1936 w jednej konkurencji, którą był pistolet szybkostrzelny z 25 m. Jego wynik jest nieznany. Wiadomo, iż nie znalazł się wśród 28 najlepszych zawodników, którzy zdobyli maksymalną liczbę punktów po pierwszej rundzie. 

## Wyniki

### Igrzyska olimpijskie
| Igrzyska    | Konkurencja                   | Wynik | Miejsce | Źródło |
| ----------- | ----------------------------- | ----- | ------- | ------ |
| Berlin 1936 | Pistolet szybkostrzelny, 25 m | NO    | NO      | [ 1 ]  |